# Строенцы
Стро́енцы (молд. Строешть , укр. Строїнці) — село в Рыбницком районе непризнанной Приднестровской Молдавской Республики, в 23 километрах от районного центра — города Рыбница.
Известный туристический центр севера Приднестровья.

## История
Точное время основания села неизвестно, однако предполагается, что село появилось в начале XVIII века (предположительно 1702 год). Существуют разные мнения о происхождении названия села. Согласно первому, оно происходит от слова «строить», а по второй версии история возникновения села связана с колонизацией края после приобретения этих земель князем Любомирским.
После поражения в русско-турецкой войне 1711 года союзник Петра I молдавский господарь Дмитрий Кантемир и более четырёх тысяч молдаван, спасаясь от мести турок, ушли в пределы России.
В сентябре 1711 года, оставляя Приднестровье и правобережное Поднепровье, царское правительство обратилось к населению с предложением переселиться на левый берег Днепра.
Не желая подвергнуться снова закрепощению польскими панами, население охотно снималось с места, так как в условиях военных действий совсем обнищало. В том же году все жители были сняты с мест и обозами направились за Днепр. Когда польская шляхта возвратилась в Приднестровье, то застала такое запустение, что нужно было производить колонизацию вновь. На всём протяжении побережья от Могилёва до Ягорлыка едва насчитали 76 душ вместе со стариками, женщинами и детьми.
Владельцем земель между Днестром и Бугом числился коронный хорунжий Александр Конецпольский. Он не стал препятствовать переселению на эти земли выходцам из-за Днестра и севера Малороссии, но реального дохода от этих владений не получал и вкладывать средства в колонизацию края не имел возможности. В 1719 году Конецпольский продал все права на владение краем между Днестром и Бугом коронному гетману князю Юрию Любомирскому, уже имевшему обширные владения на Брацлавщине, современной Винницкой области.
Юрий Любомирский, осуществляя заселение этого края из своих имений в северной части Брацлавщины, набирал самых молодых и здоровых мужчин, способных владеть оружием, и расселял их в Приднестровье. Так, возможно, название села Строенцы пришло вместе с казаками из одноимённого села современного Тывровского района Винницкой области.
В XIX веке село Строенцы принадлежало великому русскому полководцу, герою Отечественной войны 1812 года, фельдмаршалу, князю Петру Витгенштейну и его потомкам. В 1829 году Витгенштейн подал в отставку и удалился в своё имение Каменку Подольской губернии, где занимался делами поселян.
Кроме Каменки, Витгенштейны владели и Строенцами. Оба имения были приобретены на имя жены полководца статс-дамы Антуанетты Станиславовны Снарской.
3 марта 1843 года Пётр Христианович и Антуанетта Станиславовна составили духовное завещание, по которому имение Строенцы получила в дар от своей матери их дочь Эмилия. Эмилия была третьим ребёнком в семье.
29 марта 1862 года она продала это имение своему мужу — генерал-лейтенанту князю Петру Трубецкому за 37 200 рублей серебром.
Трубецкие, используя успешный опыт князя П. Х. Витгенштейна по развитию виноградарства и виноделия в Каменке, в 1852 году в Строенцах развели довольно обширный виноградник.
Храм во имя Святого Архистратига Михаила построен в начале XVIII века. Старожилы утверждают, что это был деревянный храм в виде большого дома, обмазанного глиной, и находился он на северо-западной горе села. Ныне существующий каменный храм установлен в 1829 году стараниями генерал-фельдмаршала Витгенштейна и прихожан. Его характерной особенностью является сочетание в архитектуре традиций православия и лютеранства. К храму пристроена каменная колокольня со спицеобразным верхом, напоминающая немецкую кирху.
При храме в 1861 году местным священником Ильей Стопкевичем была открыта церковная школа. В 1892 году на средства местной помещицы М. П. Зиновьевой и прихожан, на церковной земле для школы было построено каменное здание.
Старинная мельница была построена в 1881 году. Ее стены были выстроены из бутового камня, в глубине помещения мельницы был устроен помост, на котором установлены жернова. Пространство над помостом было разделено на две части перекрытием, на котором складировалось и подавалось зерно. Движущее колесо расположено снаружи у левой стены, на деревянном валу, второй конец которого через небольшой проем в стене проходил в помещение мельницы, где посредством колес и ремней движение передавалось жерновам. Вода поступала к колесу по каналу, проходящему сзади мельницы.
Сегодня мельничный механизм отреставрирован, благодаря этому можно увидеть, как происходил процесс переработки зерна в конце XIX века.
Виноградные террасы — один из интереснейших природных памятников села. Строились они примерно 150 лет назад, когда там еще жил герой Отечественной войны 1812 года Пётр Вингенштейн. Для ухода за плантациями тогда были приглашены специалисты из Франции и Германии. На террасах выращивались столовые и технические сорта винограда.
Плантации расположены на южной стороне села, где почти не бывает тени. Поэтому ягоды созревают особенно хорошо и дарят прекрасное вино. Издревле строенское вино славилось далеко за пределами села.
В 1979 году в селе находились: колхоз «Днестровский», восьмилетняя молдавская школа (ныне 9-летняя), детский сад, дом культуры, библиотека, фельдшерско-акушерский пункт, мастерские бытового обслуживания, магазины, рынок, отделение связи, памятник советским воинам, погибшим в Великой Отечественной войне.
Оросительная станция у трассы Тирасполь — Каменка, мельница.
Храмовый праздник (день села) отмечается 21 ноября.

## Туризм
В селе ежегодно проводятся туристические слеты и соревнования по скалолазанию. В центре села находится турбаза с музеем (база юных туристов, ул. Молодежная).
Тропа для скалолазания, средняя высота отвесного склона около 16 метров, находится примерно в 1 км от центра села выше по течению Днестра.
Самый известный холм для скалолазания называют Свинерест.

## Водные ресурсы
Через село протекает ручей длиной около 2 км, с истоком в леса урочища Калагур (охраняемый заказник) на высоте около 120 метров над уровнем моря.
Вода из ручья является самой чистой из всех левых притоков Днестра (по данным ГУП «Водоснабжение и водоотведение»).

### Достопримечательности

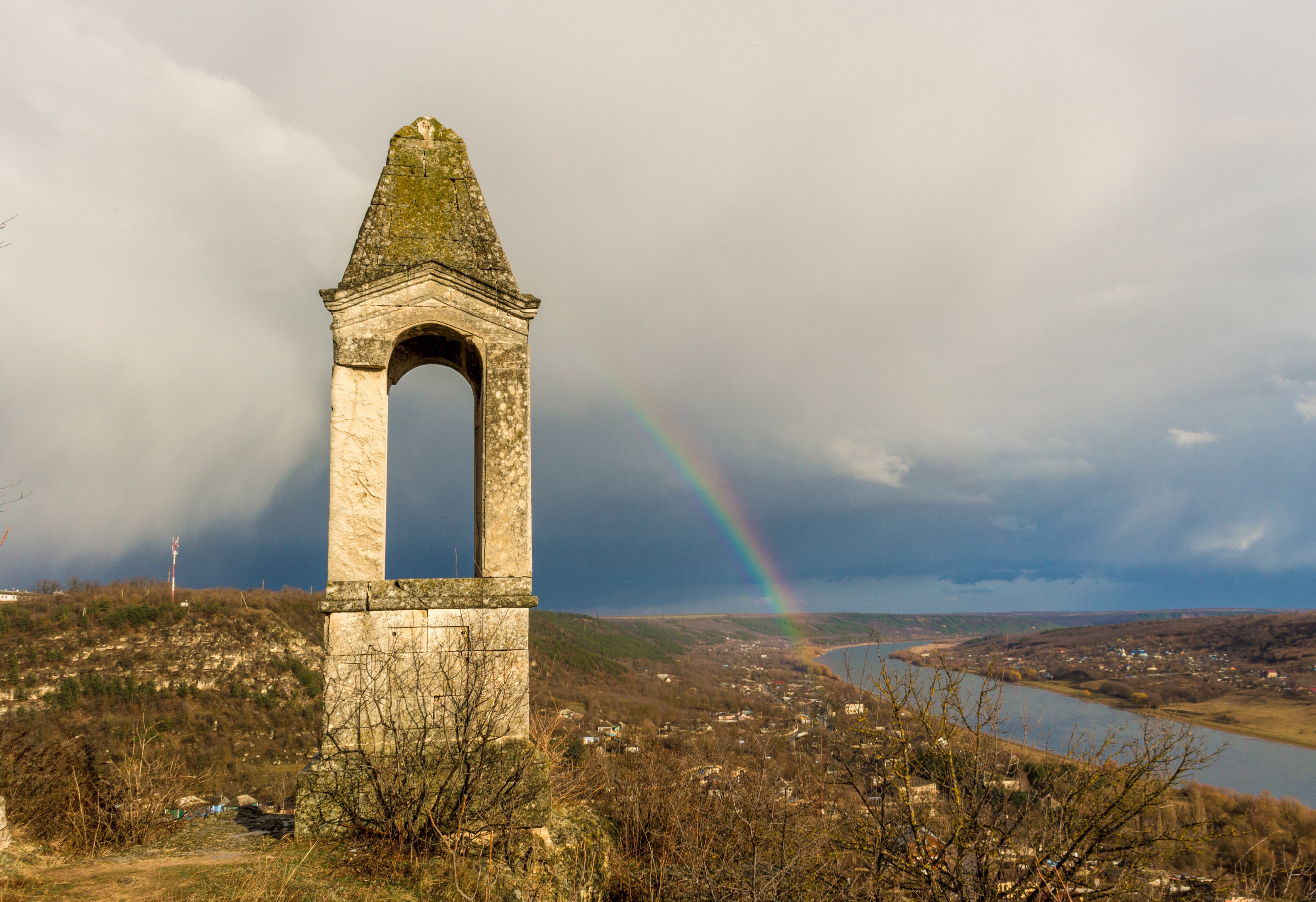
Башня ветров в Строенцах

- Башня ветров (Строенцы), построенная в 1870 г. на вершине холма и городище Гетов недалеко от него.
- Обзорная беседка «Домик Графини» внучки Витгенштейна — Марии (построена в 1908 году, восстановлена в 1990-е гг.) ниже Башни ветров, среди виноградных террас им. П. Витгенштейна площадью около 3 га (восстановлены в 2005 году)[10][11]
- Старая мельница (водяная мельница с механической частью из Цюриха, действовавшая до середины XX века, арочные мосты через ручей, ресторан и винные подвалы дочери Витгенштейна — Эмилии, часть туристического комплекса Медина, ул. 1 Мая, 21 «а») — построена в 1881 году из бутового камня[5] архитектором из Трансильвании (Георгий Пантелеевич Мазган)[11], восстановлена в 2000-е гг.[11]
- Храм Аристратига Михаила (Архиерейское подворье, ул. Полевая, 8 «а»)
- Деревянный Мужской монастырь в честь Пророка, Предтечи и Крестителя Господня Иоанна (Кэлэурский Ионно-Предтеченский монастырь) высотой 27 метров — открыт в лесу над Строенцами в 2003 году, на холме в центре урочища Калагур, около 2 км к западу от центра села.[10] Освящён в 2016 году.[12] Самый большой деревянный храм Приднестровья и Молдовы.[13]
- Девять источников «Те́плица» — оформленный известняковой каменной кладкой ряд родников ниже центра села, а также около десятка оформленных каменной кладкой родников вдоль дороги к Старой мельнице.
- Надвратная звонница на запруде в нижней части течения ручья (строится), запруда с лебедями.
- Развалины имения начала XX века польского посла Павла Гуревича (с централизованным водоснабжением и брусчатой дорогой) между сёлами Строенцы и Рашков.[5][11]Вид от Башни Ветров с вершины холма высотой около 200 метров на Днестр и село Строенцы. Справа на фото — Башня Ветров, внизу — виноградные террасы и Домик Графини (обзорная беседка)

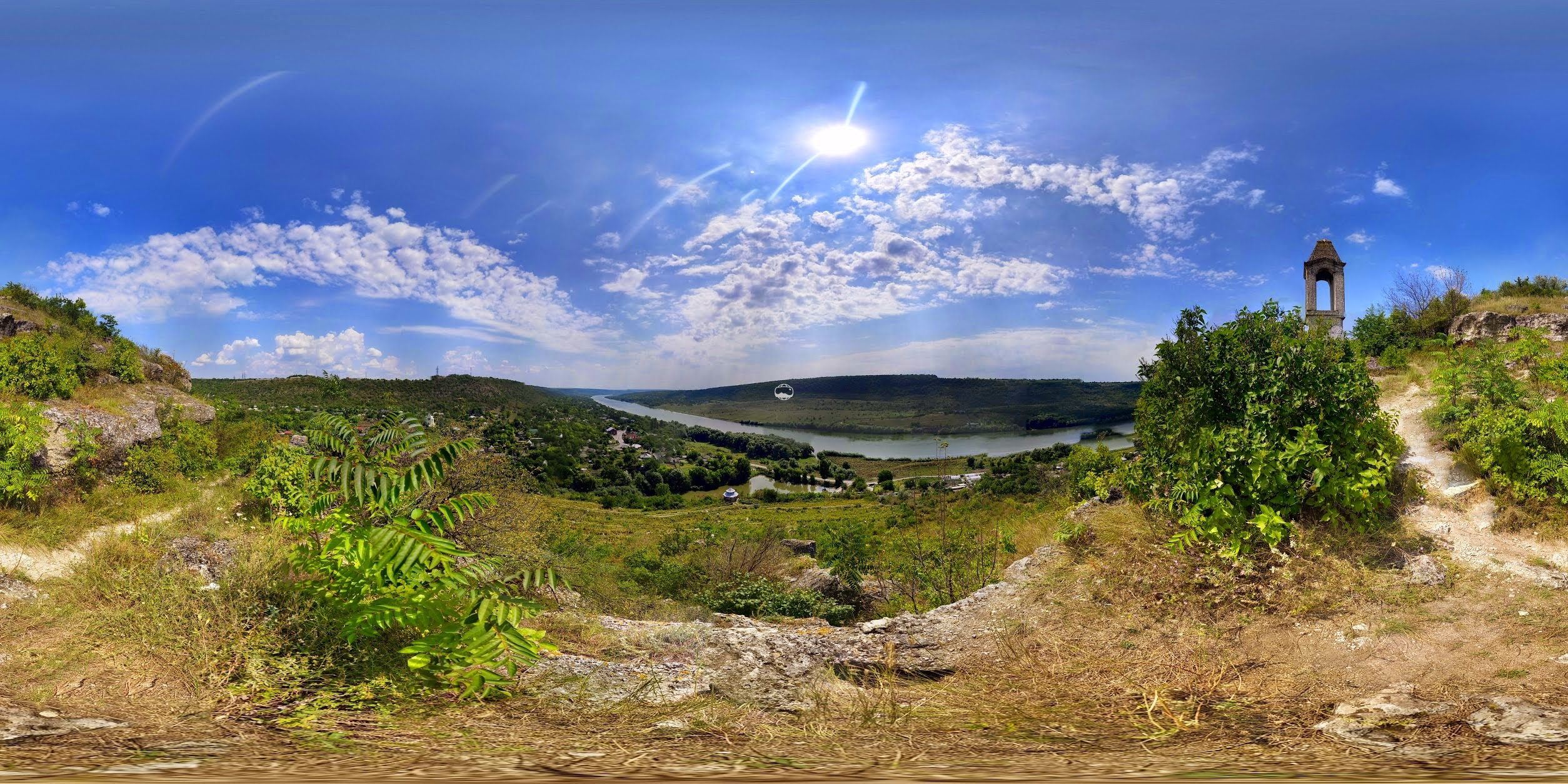
Вид от Башни Ветров с вершины холма высотой около 200 метров на Днестр и село Строенцы. Справа на фото — Башня Ветров, внизу — виноградные террасы и Домик Графини (обзорная беседка)

## Интересные факты
- В Строенцах в северной части села (в долине вблизи леса урочища Калагур/Кэлэгур) находятся дачи экс-президента Приднестровской Молдавской Республики Евгения Шевчука и экс-директоров рыбницкого металлургического завода Андрея Юдина, Анатолия Белитченко.